# سیدنی فربرادر
سیدنی فربرادر (انگلیسی: Sydney Fairbrother; ۳۱ ژوئیهٔ ۱۸۷۲ – ۴ ژانویهٔ ۱۹۴۱) یک هنرپیشه اهل انگلستان بود.

## بخشی از فیلمشناسی
از فیلم‌ها یا برنامه‌های تلویزیونی که وی در آن نقش داشته‌است می‌توان به آثار زیر اشاره کرد.
- آدم‌های مزخرف (۱۹۲۱)
- دن کیشوت (۱۹۲۳)
- نل گوئین (۱۹۲۶)